# ハービンジャー
ハービンジャー（Harbinger、2006年3月12日 - ）はイギリスの競走馬・種牡馬。2010年にキングジョージ6世&クイーンエリザベスステークスを11馬身差で勝ち、国際競馬統括機関連盟によるワールド・サラブレッド・ランキングで2010年度の1位となった。

## 経歴
2007年のタタソールズ・オクトーバーイヤリング（1歳馬）セールで18万ギニーで購入される。
デビューは3歳になった2009年4月16日。2戦目の未勝利戦で勝ち上がり、次走のゴードンステークスで重賞初制覇。しかし、続くグレートヴォルティジュールステークスは大差の最下位、セントサイモンステークスは勝ち馬から6馬身以上離された3着と不甲斐ないレースが続いた。
約半年の休養を経て、4歳になった2010年はジョンポーターステークスから始動。このレースを3馬身差、オーモンドステークスを1馬身1/2差、ハードウィックステークスを3馬身1/2差と、いずれも完勝で重賞3連勝。キングジョージ6世&クイーンエリザベスステークス（以下“キングジョージ”）の行方を占う有力レースであるハードウィックステークスを快勝したことで、次走の本番である“キングジョージ”では2番人気に推される。なお、主戦騎手のライアン・ムーアが、同じマイケル・スタウト厩舎所属で英ダービーを圧勝した、断然の1番人気のワークフォースに騎乗することから、オリビエ・ペリエを鞍上に迎えている。
並走するワークフォースと愛ダービー馬のケープブランコの背後をマークする形の4番手でレースを進め、直線に入ると残り2ハロンで前の3頭の先頭争いを外から並ぶ間もなくかわし、あとは突き放す一方で2着のケープブランコに11馬身差の圧勝で、重賞4連勝をG1初挑戦初制覇で飾った。この着差はジェネラスの7馬身差を上回る“キングジョージ”史上最大着差、勝ち時計の2分26秒78もコースレコードであった。このパフォーマンスに対し、タイムフォーム誌はスポークスマンが「この評価が妥当かは今後の走りを見てから」と付け加えながらも、前年のシーザスターズのアイリッシュチャンピオンステークスに与えられた、21世紀に入って最高の140ポイントを上回る、歴代4位タイの142ポイントの暫定レーティングを与えている。その後、8月1日の正式なレーティングで140ポイントを与えられた。一方、IFHA（国際競馬統括機関連盟）は2010年2月1日から2010年7月28日までのワールド・サラブレッド・ランキングにおいて、現在の方式での評価方法になった2004年度以降、前年のシーザスターズの136ポイントに次ぐ歴代2位の135ポイントのレーティングを与えている。
その後はインターナショナルステークスに向けて調整されていたが、8月7日の調教で左前脚の管骨を骨折。すぐさまニューマーケットの病院で患部をボルトで固定する手術が執られた。手術は成功したものの、馬主サイドの協議の結果、8月9日に引退が発表された。

## 競走成績
| 出走日     | 競馬場           | 競走名                                | 格 | 距離     | 着順 | 騎手     | 着差        | 1着（2着）馬         |
| ---------- | ---------------- | ------------------------------------- | -- | -------- | ---- | -------- | ----------- | -------------------- |
| 2009.04.16 | ニューマーケット | 一般戦                                |    | 芝8f     | 2着  | R.ムーア | 3/4馬身     | Militarist           |
| 0000.05.06 | チェスター       | 未勝利戦                              |    | 芝10f75y | 1着  | R.ムーア | 3馬身       | (ChanGIngoftheguard) |
| 0000.07.28 | グッドウッド     | ゴードンS                             | G3 | 芝12f    | 1着  | R.ムーア | 1馬身3/4    | (Firebet)            |
| 0000.08.18 | ヨーク           | グレートヴォルティジュールS           | G2 | 芝12f    | 7着  | R.ムーア | 27馬身1/4   | Monitor Closely      |
| 0000.10.24 | ニューベリー     | セントサイモンS                       | G3 | 芝12f5y  | 3着  | R.ムーア | 6馬身アタマ | High Heeled          |
| 2010.04.17 | ニューベリー     | ジョンポーターS                       | G3 | 芝12f5y  | 1着  | R.ムーア | 3馬身       | (Manifest)           |
| 0000.05.07 | チェスター       | オーモンドS                           | G3 | 芝13f89y | 1着  | R.ムーア | 1馬身1/2    | (Age Of Aquarius)    |
| 0000.06.19 | アスコット       | ハードウィックS                       | G2 | 芝12f    | 1着  | R.ムーア | 3馬身1/2    | (Duncan)             |
| 0000.07.24 | アスコット       | キングジョージ6世&クイーンエリザベスS | G1 | 芝12f    | 1着  | O.ペリエ | 11馬身      | (Cape Blanco)        |

## 種牡馬として
引退後、日本の社台グループへ売却され、社台スタリオンステーションで種牡馬入りすることになった。売却額は明らかにされていないが、数百万ドルとされている。引退時の評価では、2歳時に出走できなかったこと、2400メートル以上の距離でしか実績がないことが生産界にとってネックとなっており、それがこの規模の売却額に落ち着いた一因と見られる。11月4日に社台スタリオンステーションに到着。馬房はディープインパクトの隣であるという。初年度の種付け料は400万円となった。
2015年の京成杯をベルーフが制し、産駒の重賞初制覇を果たす。初年度産駒で春のクラシック（皐月賞、ダービー、桜花賞、オークス）に出走できたのはそのベルーフ（皐月賞）のみと苦戦を強いられたものの、3年目の産駒からはクラシック戦線で上位を争う産駒が出現し、牡馬でペルシアンナイトが皐月賞で2着となり、牝馬でもモズカッチャンおよびディアドラがオークスでそれぞれ2着と4着に入線。秋に入り、ディアドラが秋華賞を制して、産駒初のGI制覇を成し遂げた。
4年目産駒であるブラストワンピースが3歳ながら第63回有馬記念を制し、旧八大競走初制覇を成し遂げた。また3年目産駒であるノームコアが2019年ヴィクトリアマイル（GI）に勝利した。さらに2019年にはディアドラがイギリスに遠征してナッソーステークスを制し、産駒による母国でのG1制覇を果たした。

### 主な産駒
太字はGI級競走。

#### GI級競走優勝馬
- 2014年産
  - ペルシアンナイト（マイルチャンピオンシップ、アーリントンカップ）[15]
  - モズカッチャン（エリザベス女王杯、フローラステークス）[16]
  - ディアドラ（秋華賞、ナッソーステークス、紫苑ステークス、クイーンステークス、府中牝馬ステークス）[14]
- 2015年産
  - ブラストワンピース（有馬記念、毎日杯、新潟記念、札幌記念、アメリカジョッキークラブカップ）[17]
    - 2018年度最優秀3歳牡馬

  - ノームコア（ヴィクトリアマイル、香港カップ、札幌記念、富士ステークス、紫苑ステークス）[18]
- 2016年産
  - ニシノデイジー（中山大障害2回、札幌2歳ステークス、東京スポーツ杯2歳ステークス）[19]
    - 2024年度最優秀障害馬
- 2019年産
  - ナミュール（マイルチャンピオンシップ、チューリップ賞、富士ステークス）[20]
- 2021年産
  - チェルヴィニア（優駿牝馬、秋華賞、アルテミスステークス）[21]
    - 2024年度最優秀3歳牝馬
- 2022年産
  - アルマヴェローチェ（阪神ジュベナイルフィリーズ）
    - 2024年度最優秀2歳牝馬

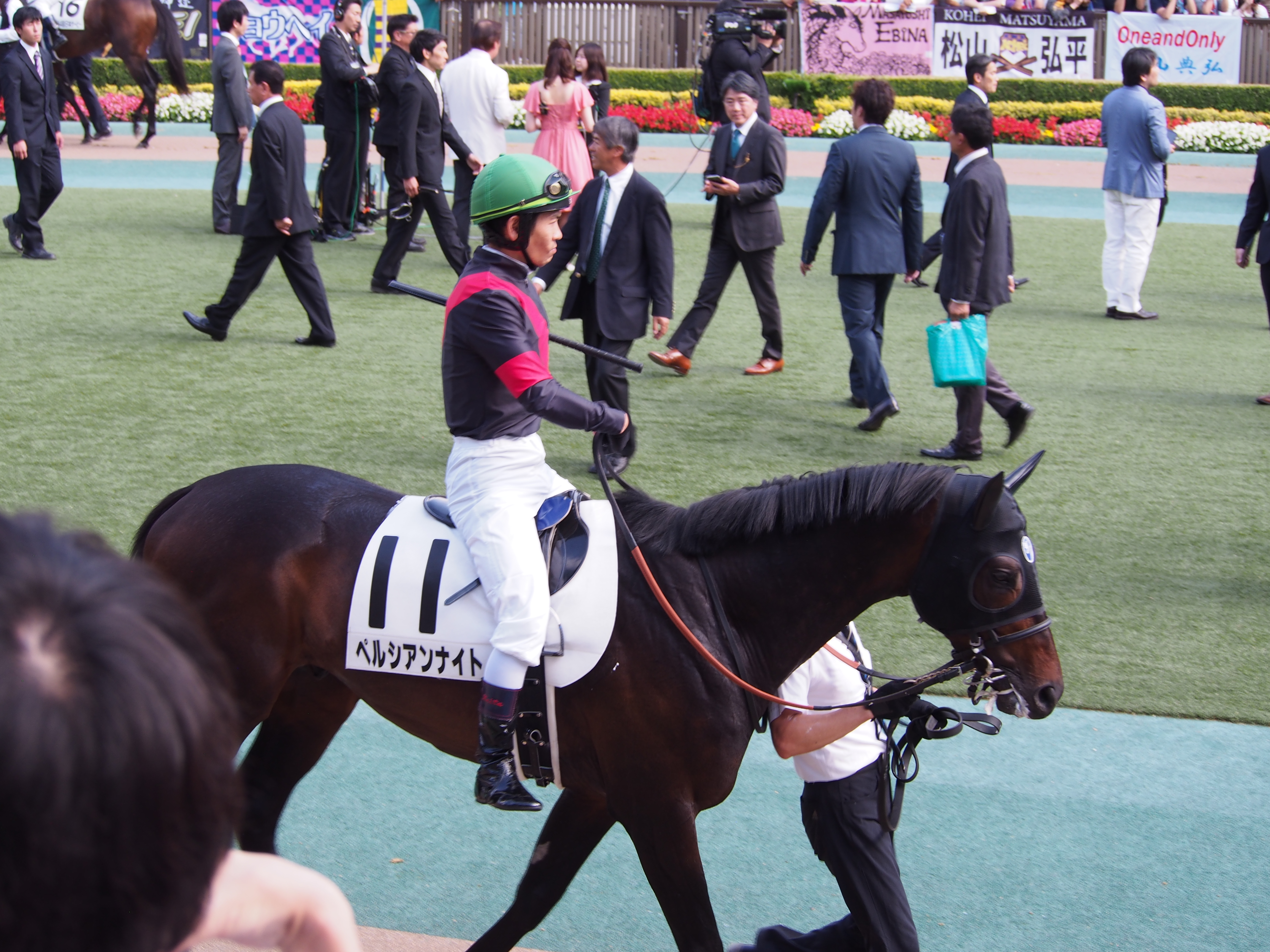
ペルシアンナイト（2014年産）
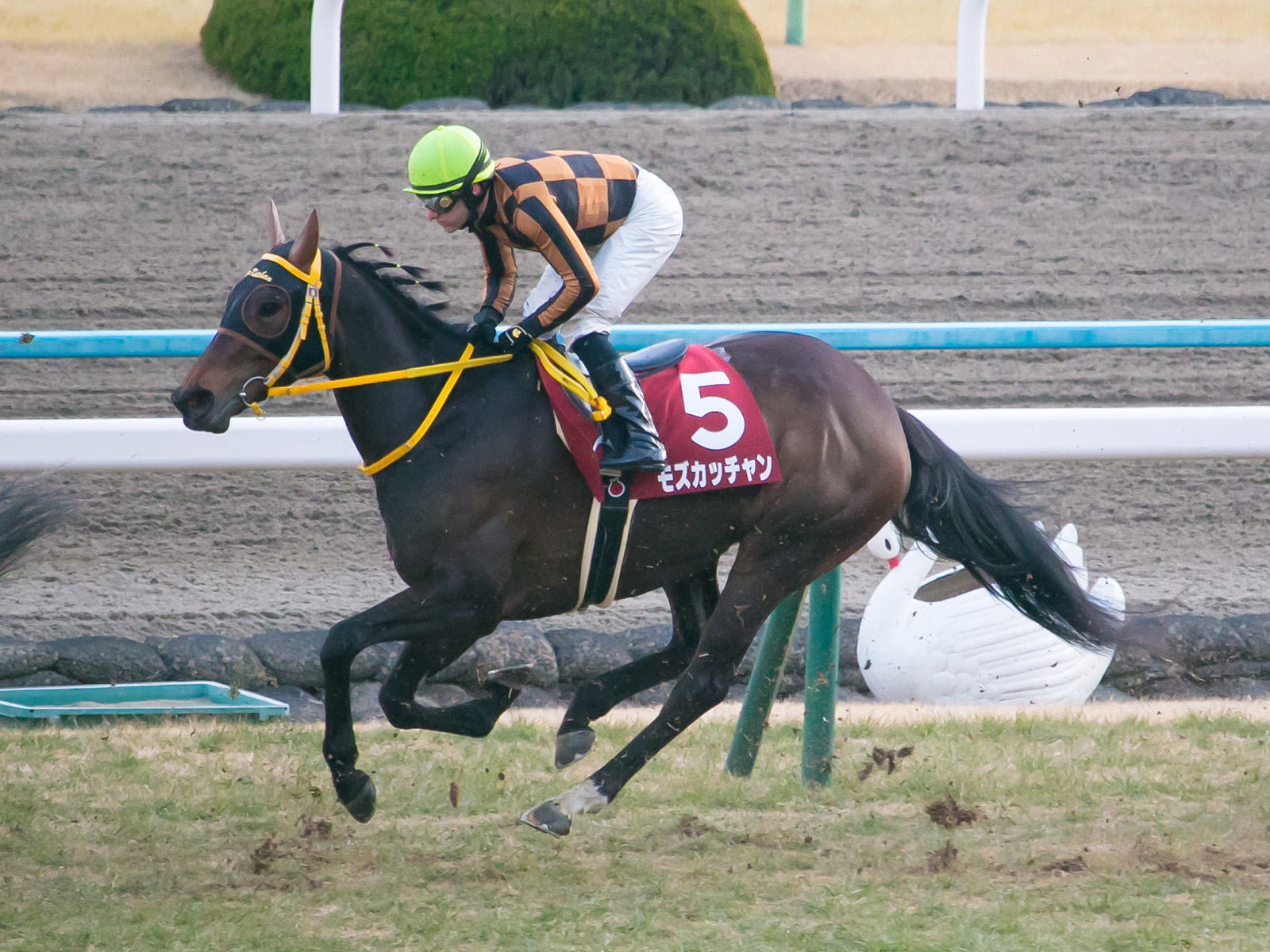
モズカッチャン（2014年産）
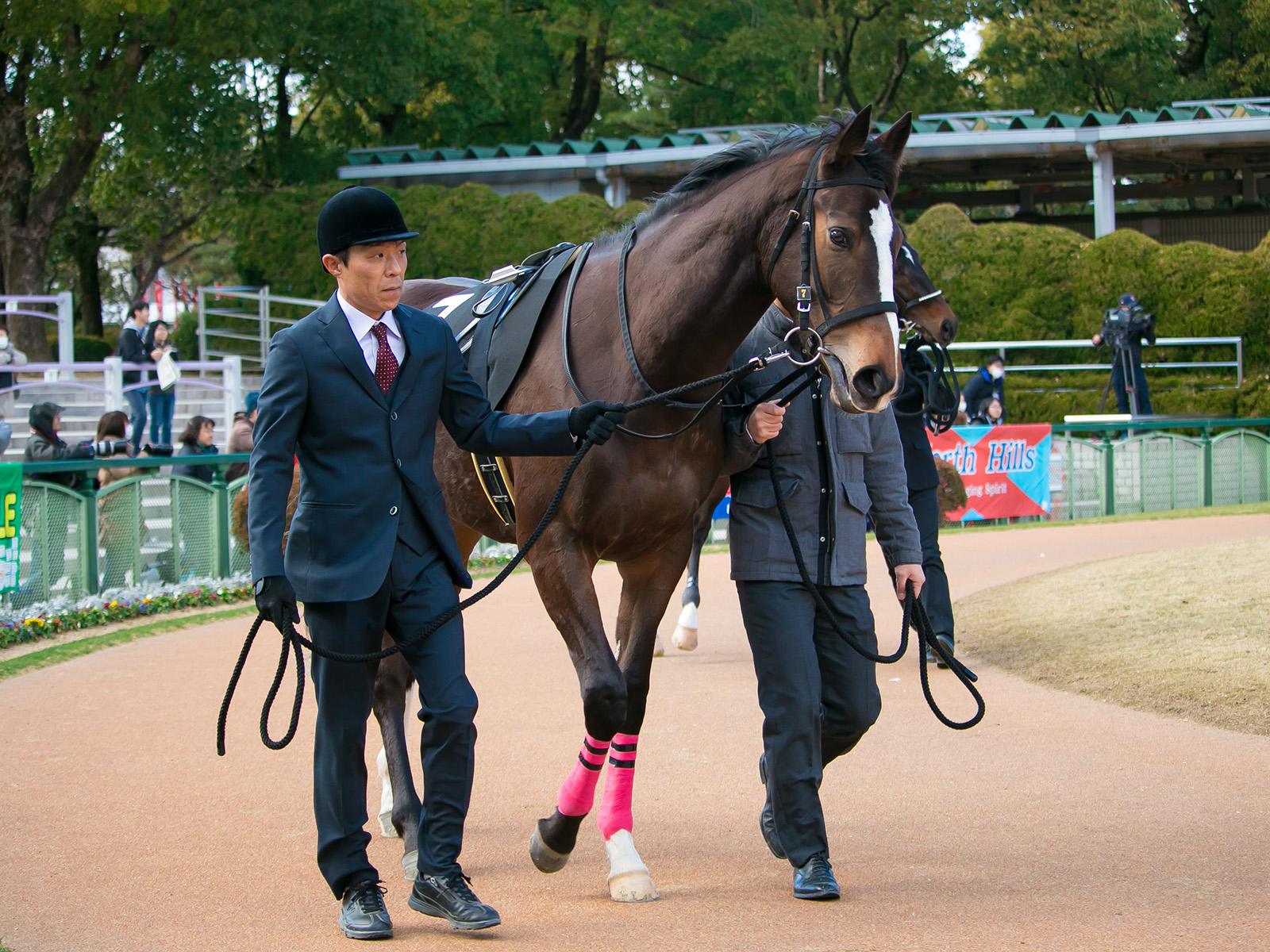
ディアドラ（2014年産）
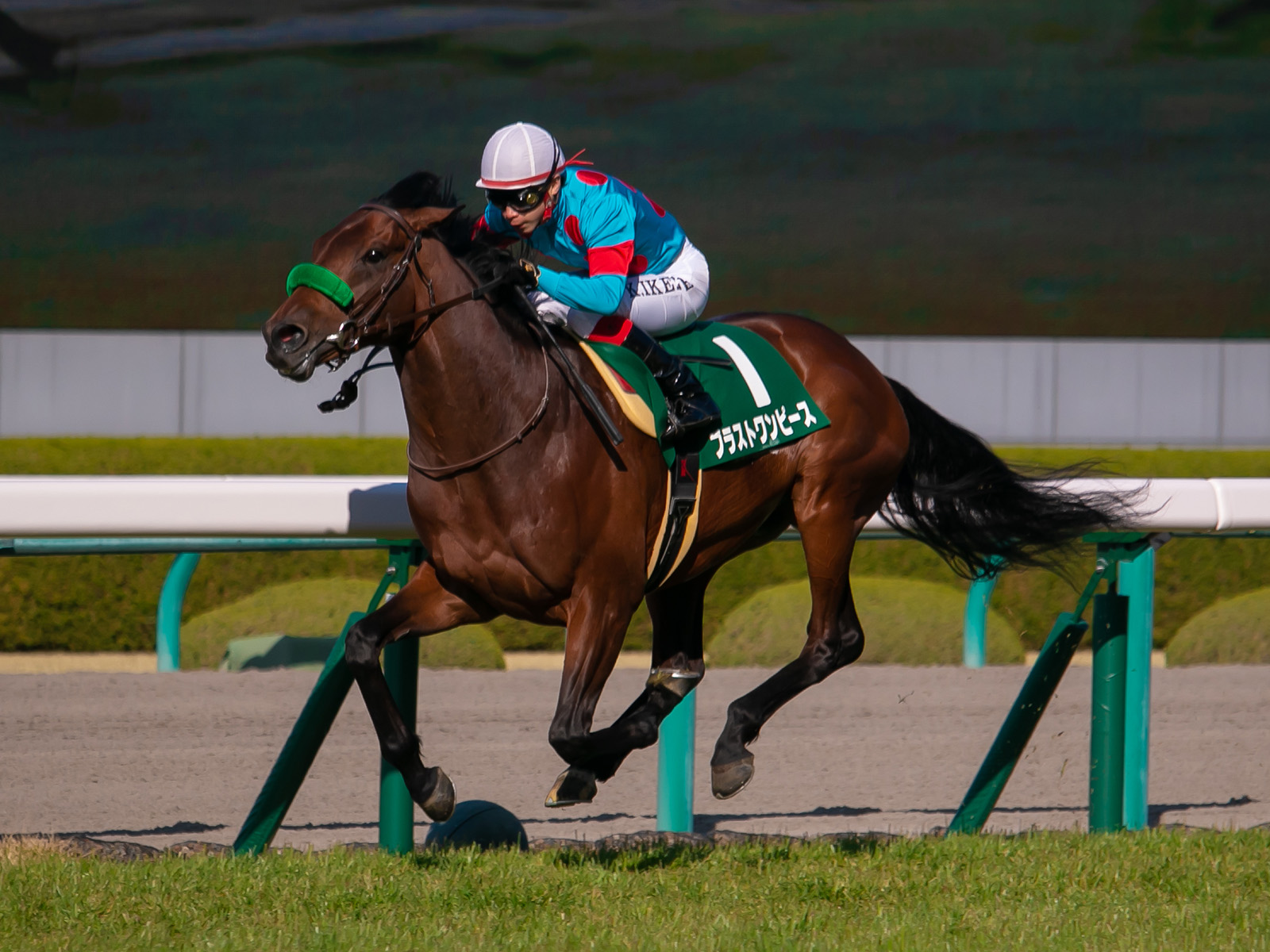
ブラストワンピース（2015年産）
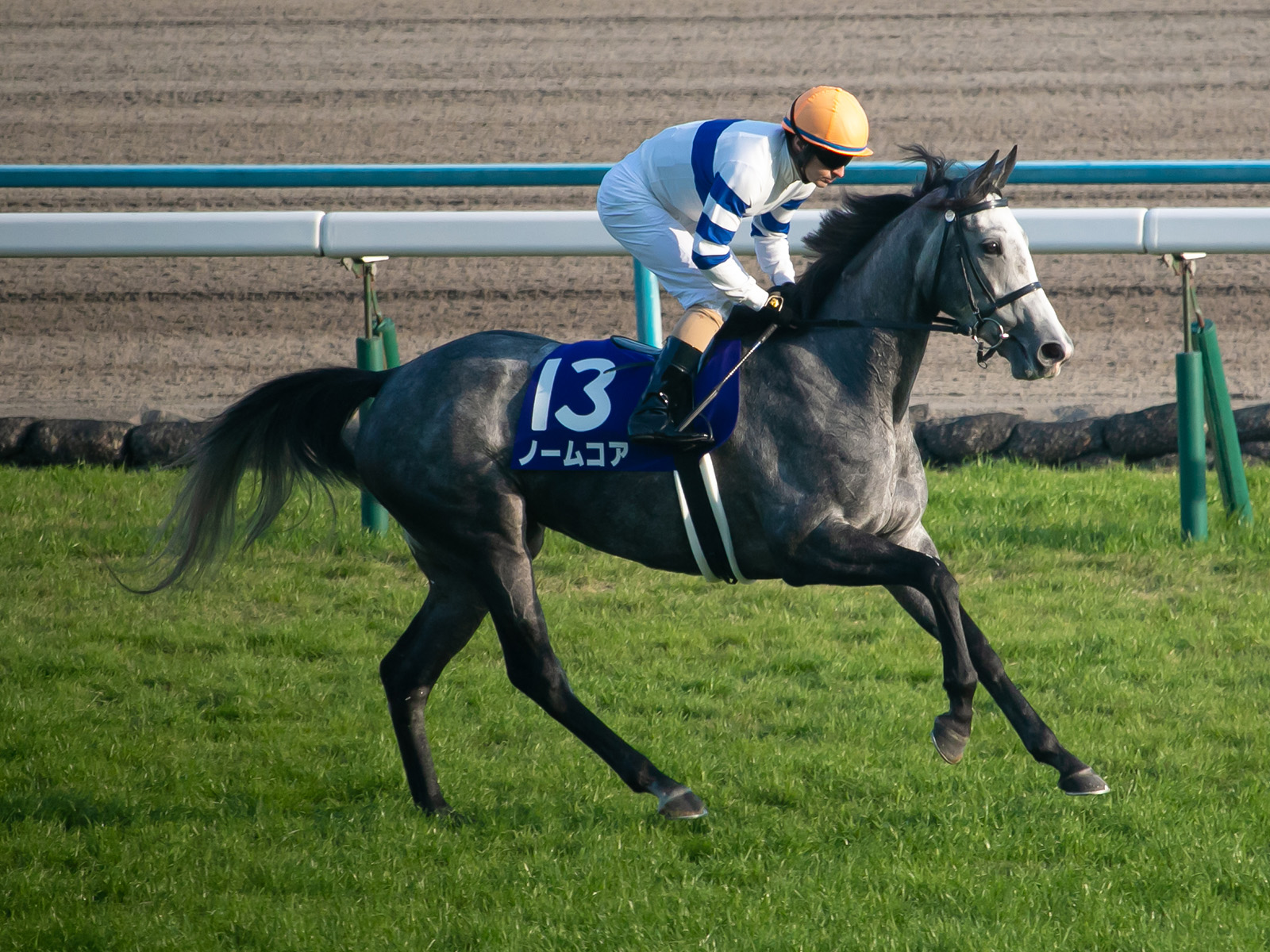
ノームコア（2015年産）
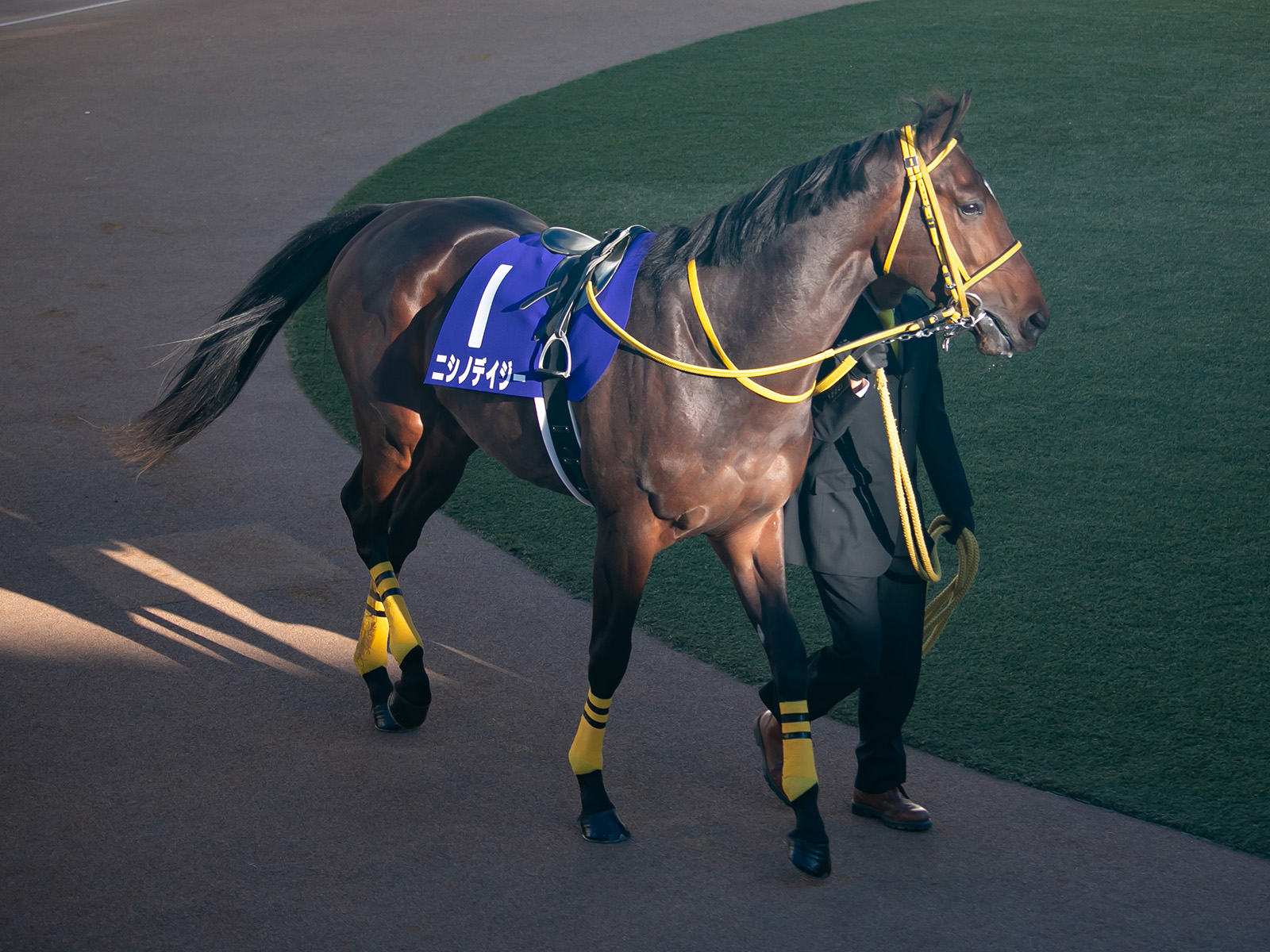
ニシノデイジー（2016年産）
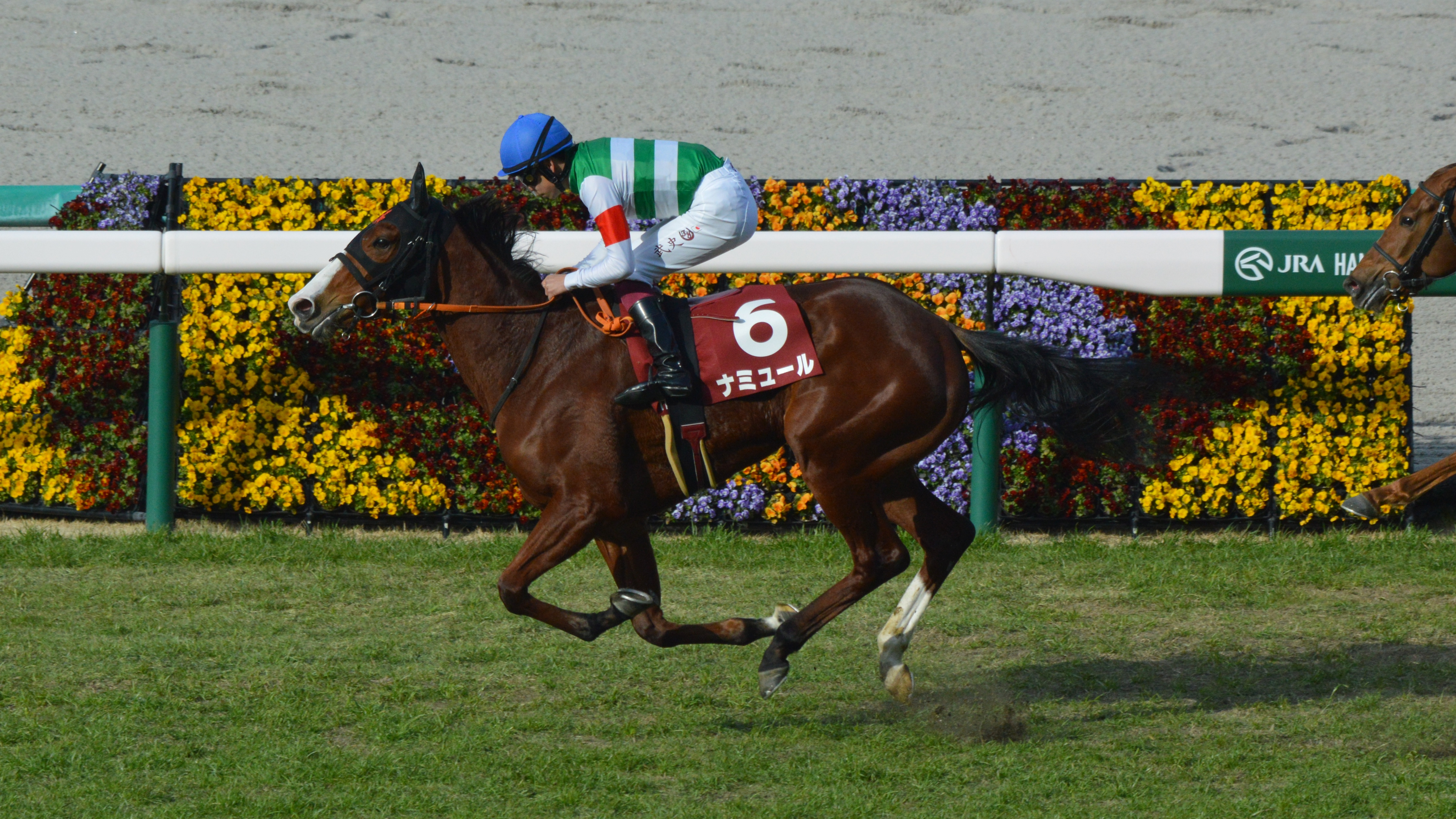
ナミュール（2019年産）
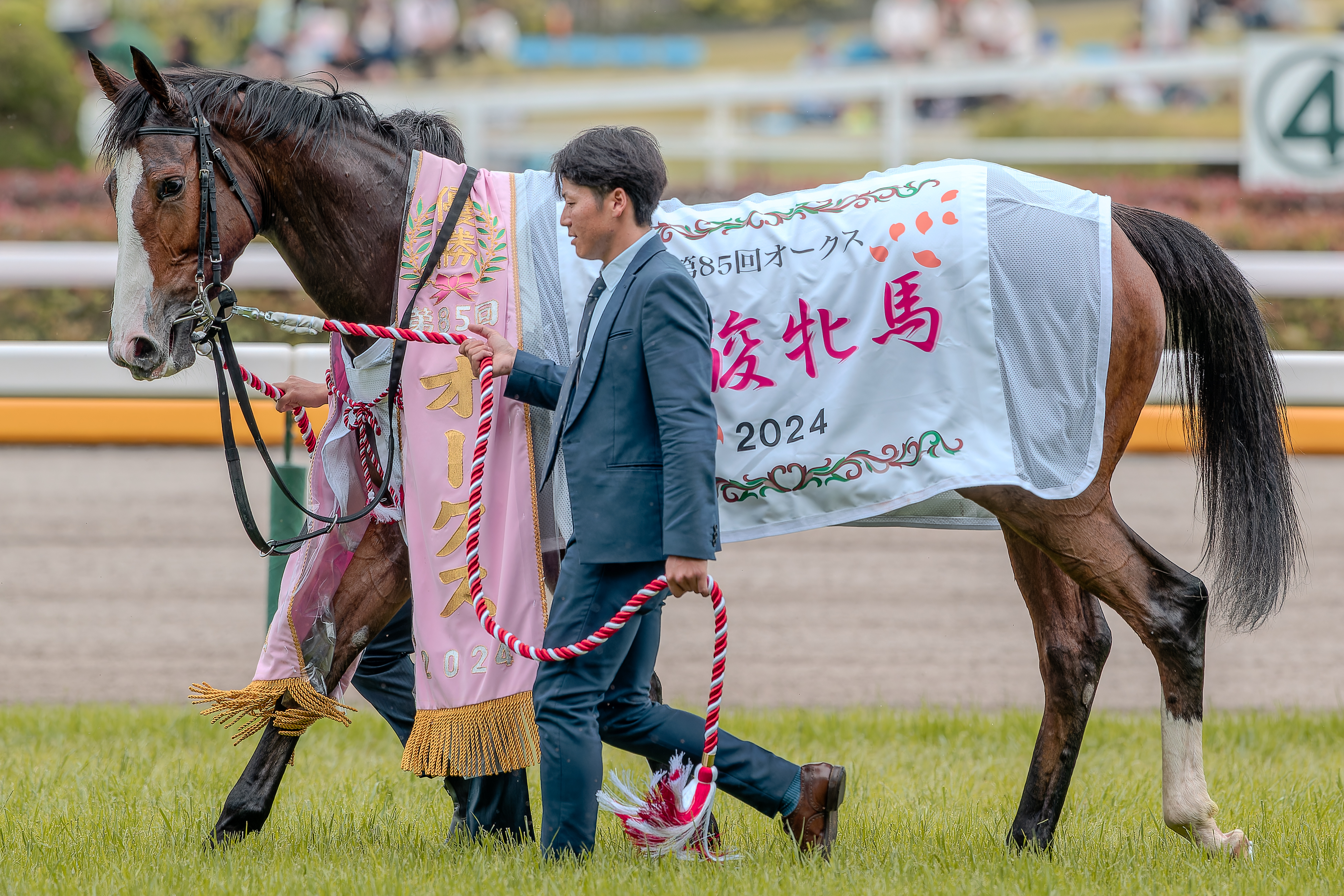
チェルヴィニア（2021年産）
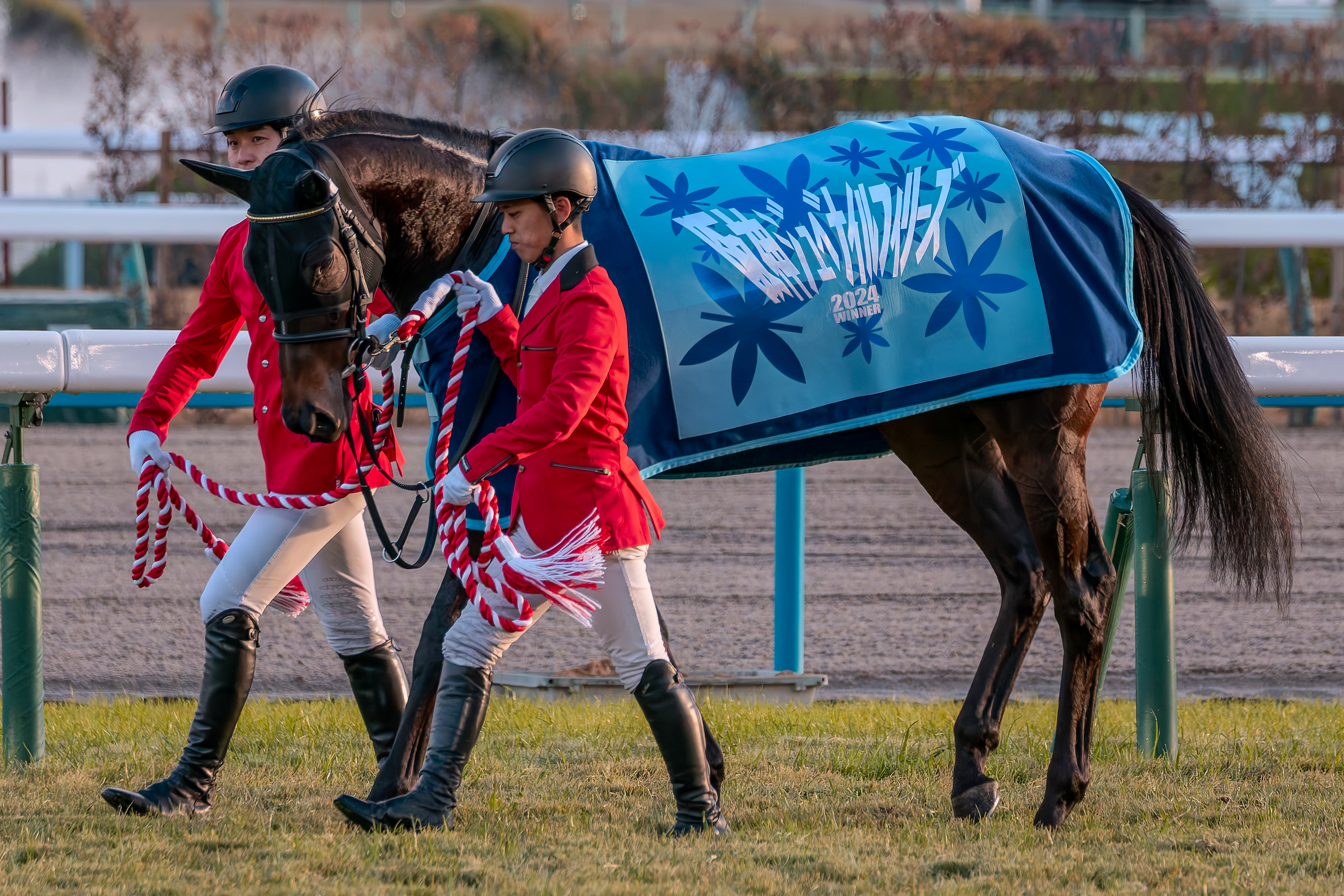
アルマヴェローチェ（2022年産）

#### グレード制重賞優勝馬
- 2012年産
  - ベルーフ（京成杯）[22]
- 2013年産
  - ドレッドノータス（京都2歳ステークス、京都大賞典）[23]
  - プロフェット（京成杯）[24]
  - ヒーズインラブ（ダービー卿チャレンジトロフィー）[25]
  - ヨカグラ（小倉サマージャンプ）[26]
- 2015年産
  - ハービンマオ（関東オークス）[27]
  - ケイティクレバー（東京ジャンプステークス）[28]
- 2016年産
  - フィリアプーラ（フェアリーステークス）[29]
  - ハッピーアワー（ファルコンステークス）[30]
  - サマーセント（マーメイドステークス）
  - ヒンドゥタイムズ（小倉大賞典）
- 2019年産
  - プレサージュリフト（クイーンカップ）
  - ローシャムパーク（函館記念、オールカマー）[31]
- 2020年産
  - ファントムシーフ（共同通信杯）[32]
  - エミュー（フラワーカップ）[33]

#### 地方重賞優勝馬
- 2013年産
  - ナイトオブナイツ（いしがきマイラーズ）[34]

### 母の父としての主な産駒

#### グレード制重賞優勝馬
- 2018年産
  - メイケイエール（小倉2歳ステークス、ファンタジーステークス、チューリップ賞、シルクロードステークス、京王杯スプリングカップ、セントウルステークス）- 父ミッキーアイル
- 2020年産
  - ベラジオオペラ（スプリングステークス、チャレンジカップ、大阪杯2回）- 父ロードカナロア[35]
- 2021年産
  - レガレイラ（ホープフルステークス、有馬記念）- 父スワーヴリチャード
  - アーバンシック（菊花賞、セントライト記念）- 父スワーヴリチャード

#### 地方重賞優勝馬
- 2021年産
  - ミトノユニヴァース（ネクストスター名古屋、ライデンリーダー記念、新春ペガサスカップ）- 父ロジユニヴァース[36]

## 血統表
| ハービンジャーの血統      | ハービンジャーの血統                 | ハービンジャーの血統                 | （血統表の出典）                     | （血統表の出典） |
| 父系                      | デインヒル系                         | デインヒル系                         | デインヒル系                         |                  |
| 父 Dansili 1996 黒鹿毛    | 父の父*デインヒル 1986 鹿毛          | Danzig                               | Northern Dancer                      | Northern Dancer  |
| 父 Dansili 1996 黒鹿毛    | 父の父*デインヒル 1986 鹿毛          | Danzig                               | Pas de Nom                           |                  |
| 父 Dansili 1996 黒鹿毛    | 父の父*デインヒル 1986 鹿毛          | Razyana 1981 鹿毛                    | His Majesty                          | His Majesty      |
| 父 Dansili 1996 黒鹿毛    | 父の父*デインヒル 1986 鹿毛          | Razyana 1981 鹿毛                    | Spring Adieu                         |                  |
| 父 Dansili 1996 黒鹿毛    | 父の母Hasili 1991 鹿毛               | Kahyasi 1985 鹿毛                    | *イルドブルボン                      | *イルドブルボン  |
| 父 Dansili 1996 黒鹿毛    | 父の母Hasili 1991 鹿毛               | Kahyasi 1985 鹿毛                    | Kadissya                             |                  |
| 父 Dansili 1996 黒鹿毛    | 父の母Hasili 1991 鹿毛               | Kerali 1977 鹿毛                     | High Line                            | High Line        |
| 父 Dansili 1996 黒鹿毛    | 父の母Hasili 1991 鹿毛               | Kerali 1977 鹿毛                     | Sookera                              |                  |
| 母 Penang Pearl 1996 鹿毛 | 母の父Bering 1983 栗毛               | Arctic Tern                          | Sea-Bird                             | Sea-Bird         |
| 母 Penang Pearl 1996 鹿毛 | 母の父Bering 1983 栗毛               | Arctic Tern                          | Bubbling Beauty                      |                  |
| 母 Penang Pearl 1996 鹿毛 | 母の父Bering 1983 栗毛               | Beaune                               | Lyphard                              | Lyphard          |
| 母 Penang Pearl 1996 鹿毛 | 母の父Bering 1983 栗毛               | Beaune                               | Barbra                               |                  |
| 母 Penang Pearl 1996 鹿毛 | 母の母Guapa 1988 鹿毛                | Shareef Dancer                       | Northern Dancer                      | Northern Dancer  |
| 母 Penang Pearl 1996 鹿毛 | 母の母Guapa 1988 鹿毛                | Shareef Dancer                       | Sweet Alliance                       |                  |
| 母 Penang Pearl 1996 鹿毛 | 母の母Guapa 1988 鹿毛                | Sauceboat                            | Connaught                            | Connaught        |
| 母 Penang Pearl 1996 鹿毛 | 母の母Guapa 1988 鹿毛                | Sauceboat                            | Cranberry Sauce F-No.1-k             |                  |
| 5代内の近親交配           | Northern Dancer 4×4×5、Natalma 5×5×5 | Northern Dancer 4×4×5、Natalma 5×5×5 | Northern Dancer 4×4×5、Natalma 5×5×5 |                  |

- 祖母の半兄Kind of Hushは英G2（当時）プリンスオブウェールズステークスなど重賞2勝のほか、ジョーマクグラスメモリアルステークス2着。種牡馬として2頭の重賞勝ち馬を輩出。
- 祖母の半姉Dusty Dollarは英G2（当時）サンチャリオットステークス勝ち馬。産駒のミスシャグラが繁殖牝馬として日本に輸入され、兵庫ジュニアグランプリを勝ったミスイロンデル、神戸新聞杯と中日新聞杯を2着したフロンタルアタックなどの母となっている。
- 3代母Sauceboatは英G3（当時）チャイルドステークス勝ち馬。
- 4代母Cranberry Sauceはサンチャリオットステークスなど重賞3勝。
- 5代母Queensberryはチェヴァリーパークステークスなど重賞3勝。その子孫に2011年ダービー卿チャレンジトロフィー勝ち馬のブリッツェンがいる。
- 1-kに属する同牝系（9代母Georgiaを共有）には、ドントフォーゲットミー、デザートキング、ムトト、フランケルなどの活躍馬がいる。
- Northern Dancer (Danzig、Nijinsky、Lyphard、Shareef Dancerを経由)、Danehillの母系、Arctic Ternの母系を通して、名牝Almahmoudの血が近親配合されていることになる。

## 同名馬について
本馬も含めて、分かっているだけで13頭の同名馬が存在する。本馬に次いで活躍したのは1890年生まれのイギリス産の牡馬（父ガロピン）で、1893年のクレイヴンステークス、グレートヨークシャーステークスの勝ち馬となっている。日本にも、Harbingerの読み方のひとつであるハービンガー（英語表記は同じ）の名を持つ、1987年生まれの牝馬（父ノーアテンション）がおり、1990年のオークスに出走して7着に入るなど通算成績25戦5勝。引退後は繁殖牝馬になったものの、産駒に繁殖入りしたものはおらず、その血は途絶えている。その他では、トルコのG3を2勝したトルコ産の牝馬がいる程度で、残りは特筆すべきほどの活躍はしていない。